# Tecora
Tecora foi um navio negreiro português do começo do século XIX. O brigue foi construído especialmente para o tráfico de escravos após a proibição do transporte transatlântico de escravos humanos, na primeira década daquele século. Tal embarcação era rápida e manobrável, para poder evadir patrulhas britânicas que tentassem parar os navios negreiros ilegais.
Em 1839, um grupo de africanos foram sequestrados de Mendiland (na atual Serra Leoa), e transportados para o porto africano de escravos de Lomboko. Lá, um traficante de escravos comprou cerca de 500 dos africanos e os transportou a bordo do Tecora para Havana, Cuba.